# Eastwell, Kent
Eastwell är en civil parish i grevskapet Kent i sydöstra England. Den ligger i distriktet Ashford och utgörs av ett landsbygdsområde, beläget norr om Ashford. Civil parishen hade 91 invånare vid folkräkningen år 2021.